# Federici (cognome)
Federici è un cognome di lingua italiana.

## Varianti
- De Federici, Federico, Federighi, Federigi, Federigo, Fenderico[1][2]
  - Forme alterate e ipocoristiche: De Federizzi, Federzoni, Fedrezzoni, Fedrici, Fedrigo, Fedrigoni, Fedrigotti, Fedrizzi, Ferdico, Ferrigatti, Ferrighi, Fredigon, Frigato, Frigatti, Frigeri, Frigerio, Friggeri, Friggerio, Frighi, Frigo, Frizzarin, Frizzera, Frizzero, Frizzi, Frizziero, Frizzone, Frizzoni, Frizzotti.[1][2]

## Origine e diffusione
Deriva dal nome proprio Federico o Federigo, di origine germanica. Il cognome venne portato dai Federici, una famiglia nobile della Val Camonica.
Le forme "piene" sono attestate in tutta Italia (eccetto "Fenderico", propria del napoletano). Le forme alterate, ottenute perlopiù tramite sincope, sono diffuse principalmente in Lombardia, Emilia-Romagna e nelle Venezie, con le eccezioni di "Frizzi" (Toscana) e "Ferdico" (Sicilia occidentale).

## Persone

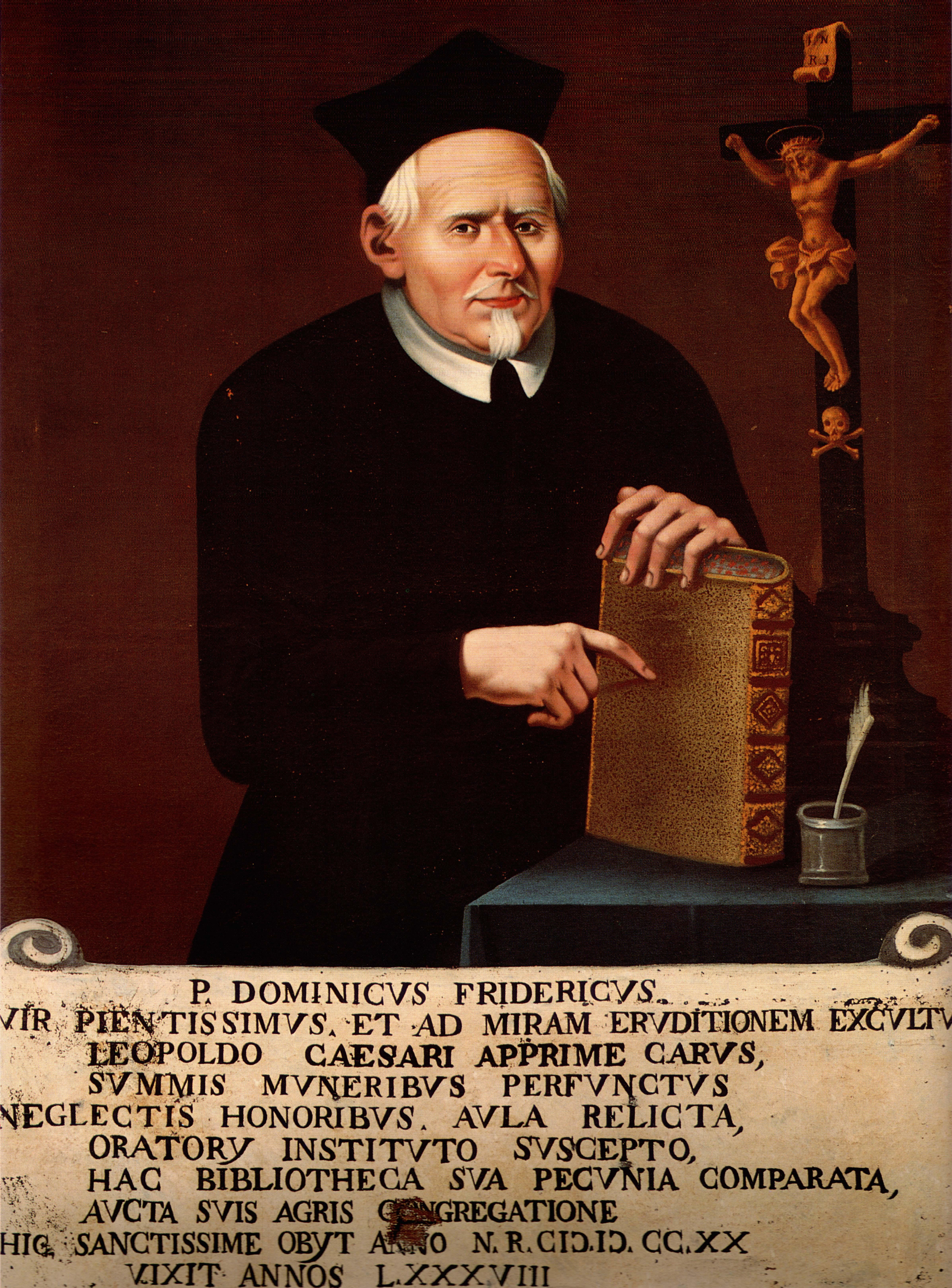
Domenico Federici

- Alessia Federici, ginnasta italiana
- Carlo Alberto Federici, politico italiano
- Daniele Federici, calciatore italiano
- Domenico Federici, religioso, diplomatico e letterato italiano
- Lorenzo Federici, attore italiano
- Marco Federici, rivoluzionario e politico italiano
- Maria Federici, politica, antifascista e partigiana italiana
- Silvia Federici, sociologa, accademica, filosofa, attivista e saggista italiana naturalizzata statunitense